# Platydictya subtilis
Platydictya subtilis là một loài Rêu trong họ Amblystegiaceae. Loài này được (Hedw.) H.A. Crum miêu tả khoa học đầu tiên năm 1964.